# Fathead
Fathead is een Duitse band uit Ubstadt-Weiher/Phillipsburg in Baden, die een mix van poppunk en rock speelt.

## Bezetting
Huidige bezetting
- Ben Baumann (zang)
- André Westermann (drums)
- Gert Korn (gitaar)
- Ilja Altergott (basgitaar)

Voormalige leden
- Zig (zang)

## Geschiedenis
In 2006 bracht de band hun eerste ep Naked uit. Een nummer van de band stond vier maanden aan de top van de downloadcharts van de portal mp3.de. Een jaar later bereikten ze de finale in de nieuwkomerswedstrijd Coca Cola Soundwave en speelden ze voor 850.000 toeschouwers bij het Brandenburger Tor in Berlijn. De muziekzender MTV Duitsland deed vervolgens verslag van de band. Een song van de band werd gebruikt in de televisieserie Alles was zählt op het station RTL. De band had weer een groot optreden tijdens het Hurricane Festival. In 2008 voltooide de band een tournee in Oostenrijk. Het nummer One Town, One Team, One Fight was het inaugurele volkslied van het ijshockeyteam Adler Mannheim in het seizoen 2008/2009. Na het vertrek van zangeres Zig in 2009 werd het rustiger voor de band, in oktober 2010 vierden ze hun comeback in de Rockfabrik in Bruchsal. Met de nieuwe frontman Ben Baumann brachten ze in juni 2011 de ep Gotta Run uit.

## Discografie

### Singles en ep's
- 2011: Gotta Run
- 2013: War Inside my Head